# Los Colonizadores Airport
Los Colonizadores Airport är en flygplats i Colombia.   Den ligger i departementet Arauca, i den norra delen av landet, 400 km nordost om huvudstaden Bogotá. Los Colonizadores Airport ligger 206 meter över havet.
Terrängen runt Los Colonizadores Airport är platt. Runt Los Colonizadores Airport är det ganska tätbefolkat, med 56 invånare per kvadratkilometer. Omgivningarna runt Los Colonizadores Airport är huvudsakligen savann.